# Trochosa presumptuosa
Trochosa presumptuosa är en spindelart som först beskrevs av Holmberg 1876.  Trochosa presumptuosa ingår i släktet Trochosa och familjen vargspindlar. Inga underarter finns listade i Catalogue of Life.